# Hemerobius tateyamai
Hemerobius tateyamai är en insektsart som beskrevs av Nakahara 1960. Hemerobius tateyamai ingår i släktet Hemerobius och familjen florsländor. Inga underarter finns listade i Catalogue of Life.